# 勒东泽伊
勒东泽伊（法語：Le Donzeil，法語發音：[lə dɔ̃zɛj]）是法国克勒兹省的一个市镇，属于欧比松区。

## 地理
勒东泽伊（46°1'40"N, 1°59'11"E）面积13.54 平方千米，位于法国新阿基坦大区克勒兹省，该省份为法国中部省份，位于法國中央高原西北部，北起安德尔省和谢尔省，西接维埃纳省，南至科雷兹省，东临多姆山省，东北与阿列省接壤。
与勒东泽伊接壤的市镇（或旧市镇、城区）包括：阿安、尚伯罗、拉沙佩勒圣马夏尔、弗朗塞什、莱皮纳、苏帕尔萨、圣乔治拉普日、圣叙尔皮斯莱尚。

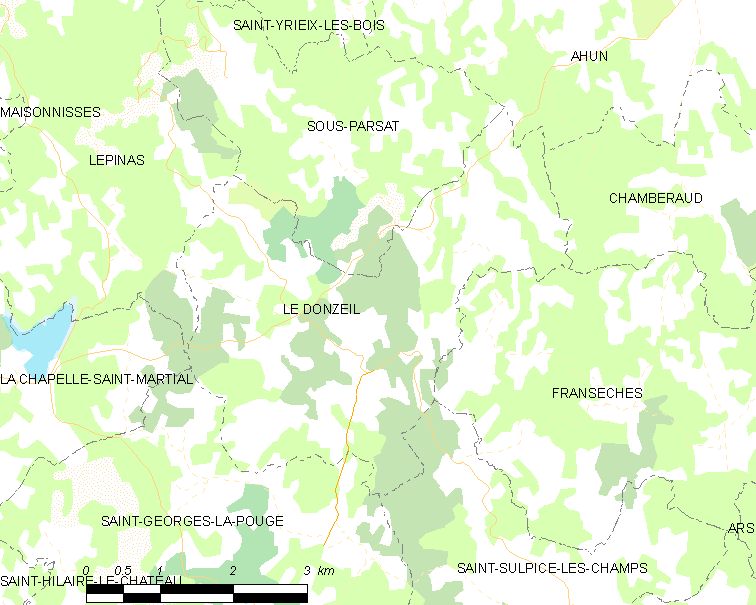
勒东泽伊的OSM定位图

勒东泽伊的时区为UTC+01:00、UTC+02:00（夏令时）。

## 行政
勒东泽伊的邮政编码为23480，INSEE市镇编码为23074。

## 政治
勒东泽伊所属的省级选区为阿安县。

## 人口

1962-2008年间勒东泽伊人口变化图示

勒东泽伊于2022年1月1日时的人口数量为188人。